# Dick Tracy (jeu vidéo, Titus)
Pour les articles homonymes, voir Dick Tracy (homonymie).
 (mars 2025).
Si vous disposez d'ouvrages ou d'articles de référence ou si vous connaissez des sites web de qualité traitant du thème abordé ici, merci de compléter l'article en donnant les références utiles à sa vérifiabilité et en les liant à la section « Notes et références ».
Dick Tracy est un jeu vidéo d'action développé et édité par Titus Interactive en 1990. Il fonctionne sur Amiga, Amstrad CPC, Atari ST, Commodore 64, DOS, GX-4000 et ZX Spectrum.